# Chasselay, Isère
Chasselay är en kommun i departementet Isère i regionen Auvergne-Rhône-Alpes i sydöstra Frankrike. Kommunen ligger i kantonen Vinay som tillhör arrondissementet Grenoble. År 2022 hade Chasselay 429 invånare.

## Befolkningsutveckling
Antalet invånare i kommunen Chasselay
Referens:INSEE